# غياث آباد (مقاطعة فسا)
غياث آباد (بالفارسية: غیاث‌آباد) هي قرية تقع في Now Bandegan District في إيران. يقدر عدد سكانها بـ 685 نسمة.